# WKS 22 pp Siedlce
WKS 22 pp Siedlce – polski klub piłkarski z siedzibą w mieście Siedlce, działający w latach 1921–1936. W latach 1932–1934 występował w rozgrywkach ligi polskiej.

## Historia
Chronologia nazw:
- 1921: W.K.S. [Wojskowy Klub Sportowy] 22 pp Siedlce
- 5.08.1933: KS [Klub Sportowy] 22 Strzelec im. płk. Kazimierza Hozera Siedlce – po fuzji ze Strzelcem Siedlce
- 1936: klub rozwiązano

Wojskowy Klub Sportowy przy 22 pp (22 Pułku Piechoty), w skrócie W.K.S. 22 pp, został założony w Siedlcach najpóźniej w 1921 roku podczas postoju 22 Pułku Piechoty na Wileńszczyźnie, gdy skierowanych do pułku utalentowanych piłkarsko rekrutów ppor. Mieczysław Janowski wcielił do jednej kompanii i rozpoczął z nimi treningi. Inicjatorem powstania drużyny sportowej był mjr Feliks Jaworski. Większość żołnierzy tej jednostki pochodziła z okolic Siedlec. Piętnaście z osiemnastu kompanii sformowanych w stacjonującym w latach 1919–20 w Siedlcach batalionie zapasowym trafiło w kolejnych miesiącach do 22. pp, a tylko trzy do pozostałych jednostek 9. Dywizji Piechoty. Niektórzy regionaliści twierdzą, że drużyna piłkarska powstała w 22. pp jeszcze wcześniej, a pierwszy mecz rozegrała w 1920 r. z drużyną 34. pp z Białej Podlaskiej, jednak dotychczas nie odnaleziono wiarygodnych źródeł tej informacji. Pierwszy odnotowany mecz piłki nożnej wojskowi rozegrali z drużyną KS Siedlce i przegrali 2:5. Kapitanem zespołu był Henryk Picheta.
Na początku 1923 roku WKS 22 pp jako pierwszy klub z Siedlec przystąpił do Warszawskiego Okręgowego Związku Piłki Nożnej. WOZPN zrzeszał wówczas 27 klubów, poza stołecznymi były w nim drużyny tylko z Siedlec, Radomia i Modlina. W 1923 roku drużyna zadebiutowała w rozgrywkach WOZPN w Klasie B. W 1924 zespół zajął 7.miejsce w okręgowej Klasie B. Tak jak w 1924 roku w związku z przygotowaniem reprezentacji do Olimpiady nie odbyły się rozgrywki finałowe Mistrzostw Polski, to mistrzowie okręgów w poszczególnych klasach A wystąpili w Mistrzostwach Polski rok później, a z tego powodu w roku 1925 pauzowała cała klasa A oraz niższe. Po roku przerwy, w sezonie 1926 zespół został sklasyfikowany na szóstej pozycji w Grupie I Klasy B WOZPN, gdzie wszystkie mecze zweryfikowane jako walkowery. W sezonie 1927 drużyna została wicemistrzem Grupy Siedlce Klasy B Okręgu Warszawskiego, ustępując pierwsze miejsce rywalom z WKS 9 pac Siedlce.
Od wiosny 1928 roku, po reorganizacji przeprowadzonej przez PZPN, drużyny piłkarskie z Siedlec uczestniczyły w rozgrywkach prowadzonych przez Lubelski OZPN (LOZPN). Już jesienią tego roku WKS 22 pp Siedlce jako mistrz okręgu lubelskiego po raz pierwszy walczył, choć bez powodzenia, o awans do Ligi Polskiej. W 1929 i 1930 klub zdobył wicemistrzostwo Klasy A.
W listopadzie 1931 siedlczanie, ku zaskoczeniu obserwatorów futbolu uzyskali awans do Ligi. Po wyeliminowaniu takich drużyn jak: Rewera Stanisławów (1:2, 6:1) i WKS Równe (7:2, 8:0) - w grupie eliminacyjnej, w półfinale WKS 82 pp Brześć (4:1, 2:1) oraz w finale Naprzodu Lipiny Śląskie (4:3, 2:1) piłkarze z Siedlec znaleźli się w gronie 12 najlepszych piłkarskich zespołów Polski. Głównym inicjatorem i architektem tych sukcesów był ówczesny dowódca 22. pp – płk Kazimierz Hozer (przedwojenny ułan – prezes klubu, działacz społeczny i miłośnik piłki nożnej). Nowicjusze z Siedlec sezon 1932 zakończyli na 9 pozycji (22 mecze, 19 pkt., 7 zwycięstw, 5 remisów, 10 porażek, bramki 36-47).
Płk Hozer cieszył się występami swoich podwładnych w Lidze Polskiej tylko przez kilka miesięcy, zmarł 9 czerwca 1932 roku w Warszawie, na skutek obrażeń po upadku z konia podczas ćwiczeń wojskowych przeprowadzonych kilka dni wcześniej pod Siedlcami. Po tragicznej śmierci płk. Kazimierza Hozera nastąpiła seria zmian personalnych, co niekorzystnie odbiło się na zespole (dowódcą Pułku został ppłk Marian Prosołowicz). 
W 1933 roku o awans do Ligi jako mistrz lubelskiej A klasy ubiegał się także KS Strzelec Siedlce, który po dwóch meczach został wycofany z eliminacji z powodu reorganizacji siedleckich klubów. Doszło do niej po decyzji dowódcy dywizyjnej piechoty płk. Stanisława Świtalskiego, który w liście skierowanym 23 czerwca 1933 r. do płk. Mariana Prosołowicza, dowódcy 22 pp, polecił rozwiązanie pułkowej drużyny piłkarskiej grającej w Lidze Polskiej oraz przekazanie sprzętu do KS Strzelec Siedlce. Dotychczas przyjmuje się, że KS Strzelec przejął wojskowych piłkarzy z rozwiązanego WKS 22 pp. Było inaczej, to Strzelca rozwiązano, a WKS 22 pp – aby drużyna zachowała miejsce w ekstraklasie – 5 sierpnia 1933 roku przekształcono z wojskowego w cywilny klub zmieniając jego nazwę. 20 sierpnia 1933 roku siedlczanie zagrali z Wartą Poznań po raz pierwszy jako KS „22 Strzelec” Siedlce im. płk. K. Hozera. Po słabszym początku sezonu (3 pkt. w 10 meczach) w II rundzie zajęli ostatecznie 8 miejsce (20 meczów, 14 pkt., 6 zwycięstw, 2 remisy, 12 porażek, bramki 33-49).
W poważne tarapaty finansowe i organizacyjne klub popadł dopiero w 1934 roku. Pozbawiony opieki wojska klub przez pół roku nie miał zarządu, osłabiana wyjazdami kolejnych piłkarzy drużyna grała coraz gorzej. Z powodu zalegania ze składkami na rzecz Ligi klubowi odebrano dwa punkty za zremisowane mecze, co zepchnęło zespół na koniec tabeli. Zarząd Strzelca wyłożył 100 zł kaucji i odwołał się do referendum klubów Ligi, jednak potem wycofał odwołanie oraz drużynę z rozgrywek, oddając osiem meczów walkowerem. W sezonie 1934 został sklasyfikowany na 12 (ostatniej) lokacie (22 mecze, 3 pkt., 1 zwycięstwo, 1 remis, 20 porażek, bramki 15-73). Klub został zdegradowany z I ligi do klasy A LOZPN.
W 1935 roku zespół wygrał Klasę A Okręgu Lubelskiego, ale w eliminacjach zajęła ostatnie czwarte miejsce w grupie III. Sezon 1936, który trwał do lata w związku z przejściem na system rozgrywek jesień/wiosna, zakończył na siódmej pozycji w Klasie A LOZPN, po czym klub został definitywnie rozwiązany. Już 25 kwietnia 1936 roku został reaktywowany Klub Sportowy Związku Strzeleckiego Siedlce.
Awans do Ligi wywalczyła drużyna w składzie: Stefan Zenon Siadak - Stefan Pawlak, Zbigniew Wojtanowski - Stefan Czajka, Zenon Sroczyński, Leon Jakubowski - Eugeniusz Świętosławski, Franciszek Biegański, Czesław Bilewicz, Stefan Rusin (vel Rusinek), Stefan Sadalski. Trenerem zespołu był por. Subocz.

## Barwy klubowe, strój, herb, hymn
|  |  |  |

Klub ma barwy biało-niebiesko-żółte. Piłkarze domowe spotkania zazwyczaj grali w biało-niebiesko-żółtych strojach.

## Sukcesy

### Trofea międzynarodowe
Nie uczestniczył w rozgrywkach europejskich (stan na 31-05-2024).

### Trofea krajowe
| \| \| Zdobyte trofea w rozgrywkach Polski (stan na: 31-05-2024) \| |                                                           |      |                                                      |
| Rozgrywki                                                          | Osiągnięcie                                               | Razy | Sezon(y)                                             |
| Mistrzostwo                                                        | I miejsce                                                 | 0    |                                                      |
| Mistrzostwo                                                        | II miejsce                                                | 0    |                                                      |
| Mistrzostwo                                                        | III miejsce                                               | 0    |                                                      |
| Mistrzostwo                                                        | 8.miejsce                                                 | 1    | 1933                                                 |
| Puchar                                                             | zdobywca                                                  | 0    |                                                      |
| Puchar                                                             | finalista                                                 | 0    |                                                      |
| II liga                                                            | I miejsce                                                 | 3    | 1928 (gr.Lublin), 1931 (gr.Lublin), 1935 (gr.Lublin) |
| II liga                                                            | II miejsce                                                | 2    | 1929 (gr.Lublin), 1930 (gr.Lublin)                   |
| II liga                                                            | III miejsce                                               | 0    |                                                      |
| Polska                                                             | Zdobyte trofea w rozgrywkach Polski (stan na: 31-05-2024) |      |                                                      |

- Warszawska Klasa B
  - wicemistrz (1): 1927 (gr.Siedlce)

## Poszczególne sezony

### Rozgrywki międzynarodowe

#### Europejskie puchary
Klub nie uczestniczył w rozgrywkach europejskich.

### Rozgrywki krajowe
| \| Polska \| Bilans występów klubu w rozgrywkach piłkarskich Polski (Stan na 31 maja 2024 r.) \| \| |                                                                                  |        |       |   |   |   |    |    |     |                      |        |        |      |
| Poziom                                                                                              | Rozgrywki                                                                        | Sezony | Mecze | Z | R | P | B+ | B– | Pkt | Lata                 | Awanse | Spadki | Naj. |
| I                                                                                                   | Liga                                                                             | 3      |       |   |   |   |    |    |     | 1932–1934            | 0      | 1      | 8    |
| II                                                                                                  | Klasa A / Liga Okręgowa                                                          | 6      |       |   |   |   |    |    |     | 1928–1931, 1935–1936 | 1      | 1      | 1    |
| III                                                                                                 | Klasa B / Klasa A                                                                | 4      |       |   |   |   |    |    |     | 1923–1927            | 1      | 0      | 2    |
| IV                                                                                                  | III liga / Klasa C / Klasa B                                                     | 0      |       |   |   |   |    |    |     |                      |        |        |      |
| | Puchar Polski                                                                    | 0      |       |   |   |   |    |    |     |                      |        |        |      |
| Polska                                                                                              | Bilans występów klubu w rozgrywkach piłkarskich Polski (Stan na 31 maja 2024 r.) |        |       |   |   |   |    |    |     |                      |        |        |      |

## Struktura klubu

### Stadion
Drużyna rozgrywała swoje mecze domowe w Siedlcach na boisku dywizyjnym.

## Kibice i rywalizacja z innymi klubami

### Derby
- KS Gwiazda Siedlce
- KS Strzelec Siedlce
- TUR Siedlce
- WKS 9 pac Siedlce
- ŻKS Makkabi Siedlce
- ŻKS Kadimah Siedlce
- ŻKS Kraft Siedlce